# 다이도촌 (오사카부)
다이도촌(일본어: 大道村)은 일본 오사카부 니시나리군에 설치되었던 촌이다. 현재의 오사카시 히가시요도가와구의 동부에 해당한다.

## 역사
- 1889년 4월 1일 - 정촌제 시행에 의해 니시나리군 다이도촌이 성립하였다.
- 1925년 4월 1일 - 오사카시 2차 시역 확장으로 신설된 히가시요도가와구의 일부가 되었다.

## 참고문헌
- 大日本篤農家名鑑編纂所編『大日本篤農家名鑑』大日本篤農家名鑑編纂所、1910年。
- 『大阪府仏教各宗聯合寺院名簿』参業会編纂部、1913年。